# Pandanus faviger
Pandanus faviger är en enhjärtbladig växtart som beskrevs av Cornelis Andries Backer. Pandanus faviger ingår i släktet Pandanus och familjen Pandanaceae. Inga underarter finns listade.